# Og (personaggio biblico)
Og è un personaggio biblico presente nel Libro dei Numeri e nel Deuteronomio. Era un potente re amorreo che dominava la ricca regione transgiordanica del Basan, prima che gli Israeliti, sotto la guida di Mosè, la conquistassero. Nel terzo capitolo del Deuteronomio Og viene descritto come l'ultimo superstite dei Refaim, una stirpe di giganti.

## Nel racconto biblico
Basan, il regno di Og, si estendeva a nord di quello di Sicon, un altro re amorreo della Transgiordania prima dell'arrivo degli Israeliti. Le principali roccaforti erano Astarot ed Edrei (l'odierna Dar'a, in Siria). Era un territorio ricco, noto in particolare per l'allevamento di bovini (nell'Antico Testamento si fa più volte riferimento ai "buoi del Basan").
La sua vicenda, raccontata nel Libro dei Numeri e poi ricordata numerose altre volte nella Bibbia, è parallela a quella del re Sicon. Gli Israeliti, guidati da Mosè nell'Esodo dall'Egitto e poi nella peregrinazione di quarant'anni nel deserto, si diressero verso il Giordano, con lo scopo di guadarlo e poi invadere la terra di Canaan. Trovandosi sul loro percorso il regno di Sicon, gli chiesero l'autorizzazione per attraversare il suo dominio in pace, ma quello rispose attaccando battaglia contro di loro e finendo sconfitto e ucciso, assieme a tutta la sua gente. Og radunò quindi a sua volta l'esercito per scendere in guerra contro gli Ebrei e finì a sua volta ucciso ed il suo regno interamente conquistato. Gli Israeliti in questo modo si assicurarono il possesso della Transgiordania, in vista della successiva invasione della Terra Promessa. Questa regione fu assegnata alle tribù di Ruben, Gad e a metà della tribù di Manasse, mentre le altre si spartirono le terre ad ovest del Giordano.

## Gigante

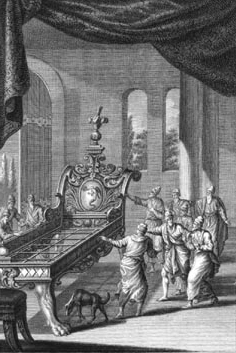
Incisione con gli Ebrei che trovano il letto di Og

Nella Bibbia Og viene considerato l'ultimo superstite dei Refaim, una stirpe di giganti. La Scrittura aggiunge su di lui un dettaglio curioso: Og era noto per il suo letto di ferro (materiale che all'epoca dell'Esodo era sconosciuto agli Ebrei), lungo nove cubiti e largo quattro (ca. 4,05 x 1,80 m), che sarebbe poi stato trasportato nella città di Rabba degli Ammoniti. Tutto questo spazio dato all'arredo sembra far pensare che il sovrano lo considerasse come un simbolo del suo potere.
In Amos 2,9 Og viene descritto alto come i cedri e forte come le querce. 
La fine di Og viene raccontata in maniera diversa nel Talmud. Qui il re amorreo tenta di sradicare un'intera montagna per seppellire l'accampamento israelita, ma l'intervento di Dio gliela fa cadere sulle spalle ed egli rotola morto sul suolo.
Nel Corano Og non viene menzionato, ma la mitologia islamica lo conosce sotto il nome 'Uj ibn Anaq. Anaq, di cui il gigante è detto figlio, è un'altra figura mitologica, una malvagia figlia di Adamo ed Eva dalle fattezze mostruose, che partorì Og in seguito a una relazione incestuosa. Il gigante riuscì a sopravvivere al Diluvio universale, ma finì poi ucciso da Mosè.